# Komae
Komae (japonsky 狛江市) je město v prefektuře Tokio v Japonsku. K roku 2018 mělo třiaosmdesát tisíc obyvatel.

## Poloha
Komae leží v oblasti Kantó ve střední části hlavního japonského ostrova Honšú. Nachází se jihozápadně od Tokia, kterému slouží jako sídlištní noclehárna, a jižně od Čófu. Z jihozápadu k jihovýchodu protéká přes Komae řeka Tama, přítok Tokijského zálivu.

## Dějiny
Současný status města má Komae od 1. října 1970.

### Rodáci
- Sadao Araki (1877–1966), generál
- Akemi Nodaová (* 1969), fotbalistka